# Исакович, Рахиль Семёновна
Рахи́ль Семёновна Исако́вич (урождённая Мангу́би; 1866, Одесса, Херсонская губерния — около 1930) — общественный деятель, внесла весомый вклад в развитие дела благотворительности и женского караимского образования в Одессе.

## Биография
Родилась в 1866 году Одессе в караимской семье Мангуби. Получила образование в Одесской женской казённой гимназии. Главной целью её деятельности было попечение о бедных караимах и других малообеспеченных соотечественниках, без различия вероисповедания и национальности. Также много времени и средств уделяла  нуждам народного образования, помогая детям бедных родителей. Благодаря сбору добровольных пожертвований и доходов с благотворительных вечеров, ею совместно с педагогами Е. З. Каплановской и А. М. Телал в 1903 году удалось открыть школу для девочек. В 1906 году, получив высокую для учебного заведения репутацию, школа эта по предложению Исакович была объединена с общественным училищем для мальчиков, получив статус училища для детей обоего пола. Помимо непосредственных забот об училище, Исакович принимала участие в судьбе каждого воспитанника: на собранные ею средства учащиеся могли продолжить своё обучение в других учебных заведениях (профессиональных школах, гимназиях, акушерских курсах и т. д.); снабжала учащихся необходимыми учебными пособиями; устраивала выпускников на службу в различные учреждения.
При её  непосредственном участии были учреждены «Одесское караимское благотворительное общество» и «Женский кружок пособия бедным девочкам» при одесской караимской общине, который в 1907 году был преобразован в «Одесское женское караимское благотворительное общество». Целью Общества являлось «доставление бедным караимским девушкам города Одессы средств для получения образования и профессионально-ремесленных знаний»: определение караимок в профессиональные школы и мастерские, снабжение книгами, обувью, содействие внешкольному образованию и др. Председателем этого общества Р. С. Исакович состояла вплоть до его упразднения в 1920 году. За свою деятельность в 1907 году была представлена одесским караимским обществом к золотой медали на Станиславской ленте для ношения на груди. В 1914 году инициировала создание «Комитета караимского дамского общества по оказанию помощи семьям раненых воинов», став его председателем.

## «Караимская комната»
В 1893 году Р. С. Исакович впервые была предпринята попытка организации караимской этнографической экспозиции. В рамках выставки Крымско-Кавказского горного клуба, проходившей в Одессе, ею была представлена «Караимская комната», состоящая из предметов старины, собранных среди одесских караимов. Свою помощь и поддержку в открытии экспозиции оказал профессор С. И. Иловайский, товарищ (заместитель) председателя правления клуба. Им была написана небольшая справочная статья о выставке и сделана опись 42-х экспонатов. Сама коллекция вещей до наших дней не сохранилась. По случаю выставки мужем Р. С. Исакович, С. И. Исаковичем, была выпущена брошюра под названием «Два слова о караимах», содержащая краткие сведения по караимской этнографии и описание выставленных экспонатов. Таким образом, «Караимская комната» впервые рассказала одесской общественности о быте и обычаях караимов.

## Награды
- Золотая нагрудная медаль c надписью «За усердие» на Станиславской ленте (1908)[6]